# Grosse Chaleur
Grosse Chaleur est une pièce de théâtre écrite par Laurent Ruquier, créée en 2004 au théâtre de la Renaissance à Paris.

## Synopsis
Pendant la canicule de l'été 2003 en France, Pierre-Louis Merceron, directeur de la  Direction Régionale des Affaires Culturelles (DRAC) de la région parisienne, est en vacances dans sa propriété dans le Luberon, avec son épouse Marie-Sophie, adepte de citations littéraires, et leur jeune fils de 20 ans Hédiard, fan de télé et de la Star Academy. Pierre-Louis doit supporter aussi la présence de sa belle-mère Madeleine, mère de Marie-Sophie, et avec qui il se chamaille en permanence. Arrivent alors la demi-sœur de Marie-Sophie, Mireille, et son mari Paul, tous deux vendeurs en farces et attrapes, et que Pierre-Louis déteste. S'ajoutent à cette compagnie une terrible canicule, le jardin à arroser de nuit, les farces et attrapes de Paul et Mireille, le jeu Le Maillon Faible, sa mère restée seule dans son appartement à Paris et dont personne n'a plus de nouvelles, et des révélations inattendues sur la conception d'Hédiard : pour Pierre-Louis, le cocktail devient bouillant, voire explosif...

## Distribution
- Pierre-Louis Merceron : Pierre Bénichou
- Marie-Sophie Merceron : Brigitte Fossey
- Paul : Jean Benguigui
- Mireille : Catherine Arditi
- Madeleine : Annick Alane
- Hédiard Merceron : Benoît Petitjean

## Représentations
La pièce s'est jouée au théâtre de la Renaissance à Paris, du 29 septembre 2004 au 11 juin 2005.